# アンフェア the answer
『アンフェア the answer』（アンフェア ジ アンサー）は、2011年9月17日に全国東宝系で公開された日本映画。監督・脚本は佐藤嗣麻子、主演は篠原涼子。
2006年に関西テレビと共同テレビの企画・制作により、フジテレビ系列で放送されたテレビドラマ『アンフェア』の劇場版2作目。2007年公開の映画第1作『アンフェア the movie』の続編。
前作に続き、「雪平、最後の事件。すべての答えが、そこにある。」といったキャッチコピーが使用されたが、2015年公開の映画第3作『アンフェア the end』が完結編となった。

## 制作
刑事であった父の死の真相を追うために警察官となった女性刑事・雪平夏見が、次々と引き起こされる難事件に立ち向かうドラマ・映画アンフェアシリーズの劇場版第2作。
劇場版第1作『アンフェア the movie』で、謎として残った警察の不正が書かれた機密文書の背後にいる黒幕の存在が明かされると同時に、機密文書を巡る問題に一つの決着を迎える。映画冒頭には前作までのハイライトが挿入されている。

### 封切り
全国368スクリーンで公開され、2011年9月17日・18日の土日2日間で観客動員約24万人、興行収入約3億1316万円を記録し、映画観客動員ランキング（興行通信社調べ）で初登場第1位を獲得した。
2011年9月27日まで（公開9日間）に、観客動員数約91万人、興行収入11億7000万円を突破、2週連続観客動員1位を記録した。
興行収入23億4000万円を記録。

## ストーリー
豊洲警察病院での占拠テロ事件の解決後、東京を追われた雪平は北海道の西紋別署刑事課で勤務していた。
そのころ東京ではネイルガンによる連続殺人事件が発生。しかもその事件は、容疑者となった者が次々と殺されている予告殺人であり、今度は雪平の元夫・佐藤和夫が事件の容疑者となってしまう。雪平は佐藤と再会し、解読を依頼した機密文書が隠されたUSBメモリを返される。
しかしその翌日、あろうことか雪平には連続殺人の容疑がかかり逮捕されてしまう。雪平逮捕の一報は警視庁にも大きく報道された。東京地検からやってきた検察官・村上克明からの取り調べを受け緊迫する状況の中、事件の真相を探るため雪平は警察からの逃避行を決意する。そこで真犯人の狙いは、雪平が持つUSBメモリであることが判明する。

## キャスト
雪平 夏見（ゆきひら なつみ）
演 - 篠原涼子
北海道警西紋別警察署刑事課主任 警部補。
元警視庁刑事部捜査一課主任。大酒飲みで、“無駄に美人”。警視庁検挙率ナンバーワンを誇る女刑事であったが、豊洲警察病院での立てこもり事件の一件を経て北海道警に異動になった。
元夫の佐藤から解読を依頼していた機密文書が隠されたUSBを返されるが、その翌日に何者かにより佐藤が殺害され、さらに一連の殺人事件の犯人との容疑が掛けられ逮捕されてしまう。取り調べに訪れた村上を説得して共謀し逃亡、自ら捜査に乗り出す中で自身を付け狙う結城の存在に気付きその自宅に乗り込むが、捕縛され絶体絶命の危機に陥ってしまう。
一条 道孝（いちじょう みちたか）
演 - 佐藤浩市
北海道西紋別署刑事課課長 警部。
雪平の上司であり恋人。部下からの信頼を集める冷静沈着な叩き上げの刑事。連続殺人の容疑を掛けられ逃亡した雪平の身を案じ、村上に代わって自ら雪平と共に捜査に乗り出す。
村上 克明（むらかみ かつあき）
演 - 山田孝之
東京地検検察官。
元検事総長の父を持つエリート検察官。金持ちで育ちが良いが正義感が強く青臭い一面があり、警察のことを信用していない。雪平の取り調べを担当するが、事件の真相を探るため、独断で雪平と共謀し人質に取られるふりをして脱走に協力するが、潜伏先のビルで結城の襲撃に遭い、一条に後を任せて一旦は雪平と離れる。
三上 薫（みかみ かおる）
演 - 加藤雅也
警視庁刑事部鑑識課検視官 警視。
やたらと捜査会議に首を突っ込みたがるが、鑑識としての能力は高く深い洞察力も備えている。警視庁時代からの雪平の良き相棒であり、脱走した雪平の捜査に協力する。
山路 哲夫（やまじ てつお）
演 - 寺島進
元・警視庁捜査一課管理官で、現在は所轄の刑事。雪平の元上司。
劇場版1作目後に部下として配属された望月とコンビを組んだ連続誘拐事件後、小久保の策略で所轄に飛ばされた。脱走した雪平の捜査に協力する。
小久保 祐二（こくぼ ゆうじ）
演 - 阿部サダヲ
警視庁刑事部捜査一課課長 警視正。
雪平の警視庁時代の上司で、彼女を徹底的に嫌っている。
結城 脩（ゆうき おさむ）
演 - 大森南朋
雪平を付け狙う謎の男。
佐藤 和夫（さとう かずお）
演 - 香川照之
雪平の元夫。フリーのジャーナリスト。
ネイルガン連続殺人事件の3番目の容疑者。その後、4番目の被害者となり、その殺人容疑者として雪平夏見が逮捕される。
大野（おおの）
演 - モロ師岡
北海道西紋別署刑事。
西紋別署刑事
演 - 福井博章、河野洋一郎、矢柴俊博、浜近高徳
武田 信彦（たけだ のぶひこ）
演 - 吹越満
ネイルガン連続殺人事件の3番目の被害者（2番目の容疑者）。
結城の母
演 - 横山めぐみ

## スタッフ
- 原作 - 秦建日子『推理小説』（河出書房新社）
- 監督・脚本 - 佐藤嗣麻子
- 音楽 - 住友紀人
- 主題歌 - 中島美嘉「LOVE IS ECSTASY」（Sony Music Associated Records）[9]
- 製作 - 堤田泰夫、亀山千広、瀧藤響孔、市川南、山田良明
- エグゼクティブプロデューサー - 臼井裕詞
- プロデューサー - 吉條英希、種田義彦、豊福陽子、稲田秀樹
- ラインプロデューサー - 森太郎
- 撮影 - 佐光朗
- 照明 - 加瀬弘行
- 美術 - 林田裕至
- 録音 - 阿部茂
- 編集 - 穂垣順之助
- 音響効果 - 柴崎憲治
- VFXプロデューサー - 石井教雄
- スクリプター - 巻口恵美
- 装飾 - 坂本朗
- スタントコーディネーター - 釼持誠
- 助監督 - 山本透
- 製作担当 - 有賀高俊
- 資料協力 - マイケル・アリアス
- 制作プロダクション - 共同テレビジョン
- 製作 - 2011 アンフェア製作委員会（関西テレビ放送、フジテレビジョン、ジャパン・ミュージックエンターテインメント、共同テレビジョン、東宝）
- 配給 - 東宝

## 関連商品

### ガイドブック
- SHE'S BACK! アンフェア the answer オフィシャルガイドブック（2011年9月8日発売、東京ニュース通信社）

### サウンドトラック
- アンフェア the answer オリジナル・サウンドトラック（2011年9月14日発売、Sony Music Associated Records）

### Blu-ray・DVD
- アンフェア the answer スタンダード・エディション（1枚組・2012.3.21）
  - 映像特典 特報、劇場予告編、TVスポット集、キャスト・スタッフプロフィール
  - 音声特典 オーディオコメンタリー（篠原涼子×佐藤嗣麻子監督 MC：笠井信輔フジテレビアナウンサー）
- アンフェア the answer プレミアム・エディション（2枚組・2012.3.21）
  - 本編ディスクはスタンダード・エディションと同様
  - 特典ディスク収録内容
    - アンフェアな人々“名珍場面”スペシャル!
    - 8人インタビューSP!
    - ド迫力! イベント映像集（完成プレミア、大阪プレミア、女性限定試写会、初日舞台挨拶、大ヒット御礼舞台挨拶）
    - アンフェア通講座
    - 大反響! 門外不出グータンヌーボ未公開名場面スペシャル!
    - フォトギャラリー“アンフェア”&裏サイト
    - YUKI'S HOUSE MAP

  - 特製アウターケース
  - 初回限定封入特典 生フィルムネガ・ブックマーク

## テレビ放送
| 回数 | テレビ局   | 番組名（放送枠名） | 放送日        | 放送時間      | 放送分数 | 視聴率 |
| ---- | ---------- | ------------------ | ------------- | ------------- | -------- | ------ |
| 1    | フジテレビ | 土曜プレミアム     | 2013年3月2日  | 21:00 - 23:10 | 130分    | 14.0%  |
| 2    | フジテレビ | 土曜プレミアム     | 2014年2月1日  | 21:00 - 23:10 | 130分    | 13.2%  |
| 3    | フジテレビ | 土曜プレミアム     | 2015年9月12日 | 21:05 - 23:15 | 130分    | 10.7%  |
| 4    | フジテレビ | （なし）           | 2017年3月25日 | 14:35 - 17:00 | 145分    | 3.4%   |

- 視聴率はビデオリサーチ調べ、関東地区・世帯・リアルタイム。